# 囲い罠
囲い罠（かこいわな、英語：corral trap）とは、囲い状の構造物の中に複数の野生動物（主に哺乳類）を閉じ込めて一度に捕獲する罠のことである。

## 概要
囲い罠はシカなどの大型哺乳類やイノシシ、ウサギなどの大量捕獲に利用される。罠は木材もしくは立木を支柱として金属板や木版、布、ネットなどで取り囲まれた常設の構造物となっている。大掛かりな囲い罠も多く、北アメリカのビッグホーンの捕獲では2エーカー（8000平方m）もの面積の巨大な囲い罠が設置され、日本の数少ない事例としては北海道洞爺湖中島でエゾシカ捕獲に使用された囲い罠は総周囲長が300mを超える。囲い罠には動物が出入りできる侵入口（ゲート）が備え付けられており、一定の数の動物が中に入るのを確認した後、侵入口を閉じて捕獲する。侵入口の閉じ方はさまざまで、手動で閉じるものもあれば遠隔操作によって閉められるものもある。また、外からは自由に侵入できるが、罠の中からは脱出できないような仕組みをもつ場合もある。構造的には「屋根のない大型の箱罠」といえる。
動物を誘き寄せる餌には、アルファルファなどの乾草やリンゴ、塩類、水などが利用される。中に閉じ込められた動物は複数の人間が勢子として追い込むなどして行動を制限し、麻酔などで動きを封じる。さらに囲い罠の一方を漏斗状に狭めて暗室やクローバー式罠などの箱罠を組み合わせることで捕獲をより安全に行えるよう改良がなされる。

### アルパインキャプチャー
アルパインキャプチャーは囲い罠の一種であるが、その形態や捕獲方法が通常の囲い罠とは大きく異なる。基本的に六角形もしくは四角形を構成するかたちで6本もしくは4本の支柱が立っておりそれぞれを結ぶように布やネットがはられているが、その布やネットは最初の段階では地面に下ろされていて四方のどこからでも動物が出入りできる状態にある。ある程度まとまった数の動物が誘引されて罠内に入り込むのを確認すると同時に、外部からワイヤーを直接引っ張るか、遠隔操作をすることで下りていた布・ネットが一斉に立ち上がり、動物を捕らえるという仕組みになっている。

## 利点と欠点
箱罠や括り罠といった基本的に一個体しか捕獲できない罠と異なり、囲い罠は一度に大量の動物を捕獲することが可能で優れた捕獲効率を示す。北海道の洞爺湖中島では囲い罠によってエゾシカを一度に100頭以上捕獲することに成功している。そうしたメリットがある一方で、囲い罠自体や誘因に用いる大量の餌が高額となりコストが高く、設置にも時間や人力を浪費し、広い場所が必要となるなどデメリットも多く指摘されている。アルパインキャプチャーを利用することで簡便性はある程度向上されるが、アルパインキャプチャーは雨風や雪に弱く気象に左右される問題がある。また、箱罠と同様に捕獲や保定によるストレスで捕獲性筋疾患を発症したりするほか、囲い罠内で動物が暴れまわり怪我をするなどして結果的にその動物が死亡する事例も報告されている。

## 規制
日本国内では囲い罠を用いた動物（哺乳類・鳥類）の捕獲には、鳥獣の保護及び狩猟の適正化に関する法律に従ってわな猟免許を所有した者が罠を設置しなければならない。